# Aliño completo
El aliño completo es una mezcla de especias reconocida como la «base fundamental de la gastronomía chilena». Fue creado en los años 1940 por el agricultor Enrique Helfmann en su almacén ubicado en la comuna de Quinta Normal en la ciudad de Santiago, cuando se le ocurrió mezclar algunas especias como regalo a sus clientes. Luego lo vendió en envases verdes con la imagen de la cabeza de una mujer de piel negra en la tapa principal, bajo la marca Negrita porque "alegraba" las comidas, aludiendo a su personalidad, y fue popularizado en el país.

## Ingredientes
Sus ingredientes base son el cilantro, el comino, el orégano y la pimienta. También puede llevar ajo, chile o sal.